# Gerhard Stolle
Gerhard Stolle (* 11. November 1952 in Falkensee) ist ein ehemaliger deutscher Mittelstreckenläufer, der für die DDR startete.
Über 800 Meter gewann er bei den Leichtathletik-Halleneuropameisterschaften 1973 in Rotterdam Silber, wurde Fünfter bei den Leichtathletik-Europameisterschaften 1974 in Rom und gewann Gold bei den Halleneuropameisterschaften 1975 in Kattowitz. Bei der Universiade 1973 wurde Stolle Siebter über 800 Meter.
Von 1974 bis 1976 wurde er dreimal in Folge DDR-Vizemeister über 800 Meter, 1976 wurde er DDR-Meister über 1500 Meter. In der Halle holte er über 800 Meter 1973, 1975 sowie 1976 den nationalen Meistertitel und wurde 1972 Vizemeister.
Gerhard Stolle begann mit der Leichtathletik bei der BSG Turbine Falkensee und startete danach für den ASK Vorwärts Potsdam.

## Persönliche Bestzeiten
- 800 m: 1:46,19 min, 4. September 1974, Rom
- 1000 m: 2:17,9 min, 28. August 1974, Potsdam
- 1500 m: 3:42,6 min, 8. August 1976, Karl-Marx-Stadt